# Список правителей Лихтенштейна

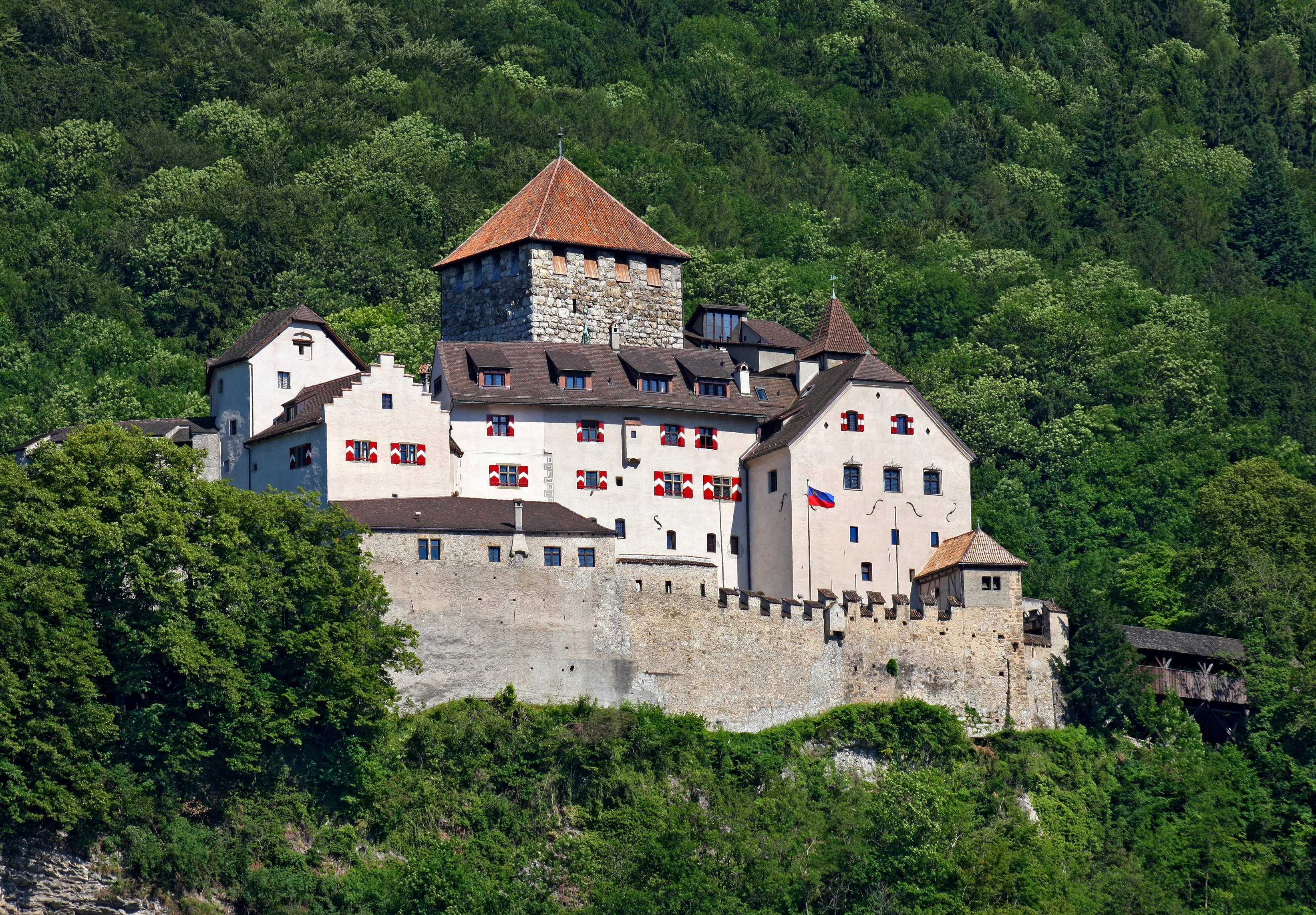
Замок Вадуц, княжеская резиденция

Список правителей Лихтенштейна включает в себя носителей установленного в 1608 году титула князей Лихтенштейн (нем. Furste av Liechtenstein) после получения ими достоинства имперского князя (нем. Reichsfürst), предоставленного дипломом императора Священной Римской империи Карла VI от 23 января 1719 года, которым приобретённые родом феод Шелленберг (в 1699 году) и графство Вадуц (в 1712 году) были объединены в Княжество Лихтенштейн (нем. Fürstentum Liechtenstein), а князь Антон Флориан фон унд цу Лихтенштейн стал его первым правящим князем, войдя в число имперских сословий с правом голоса в рейхстаге империи.
В полный титул князей также включаются ныне номинальные титулы герцога Троппау и Ягерндорф (нем. Herzog von Troppau und Jägerndorf, — в 1614 году был получен титул герцога Троппау, в 1623 году — титул герцога Ягерндорф) и графа Ритберг (нем. Graf zu Rietberg, — права на этот титул, связанный с медиатизированным в 1807 году графством Ритберг, были заявлены после пресечения в 1690 году его основной линии наследования). Кроме того, с 1806 года в титул вошла династическая титулатура князя как главы Дома Лихтенштейн (нем. Haus Liechtenstein), известной с XII века дворянской династии австрийского происхождения, наименованной по замку на краю Венского Леса.
До середины XIX века княжество входило в надгосударственные и конфедеративные союзы многочисленных германских государств: до 6 августа 1806 года в Священную Римскую империю германской нации (нем. Heiliges Römisches Reich Deutscher Nation, лат. Sacrum Imperium Romanum Nationis Germanicae), с 12 июля 1806 года до 24 ноября 1813 года в Рейнский союз (официально Рейнские федеральные государства, нем. Rheinische Bundesstaaten, фр. États confédérés du Rhin) и с 8 июня 1815 года до 24 августа 1866 года в Германский союз (нем. Deutscher Bund).

## Полномочия князя

Штандарт князя

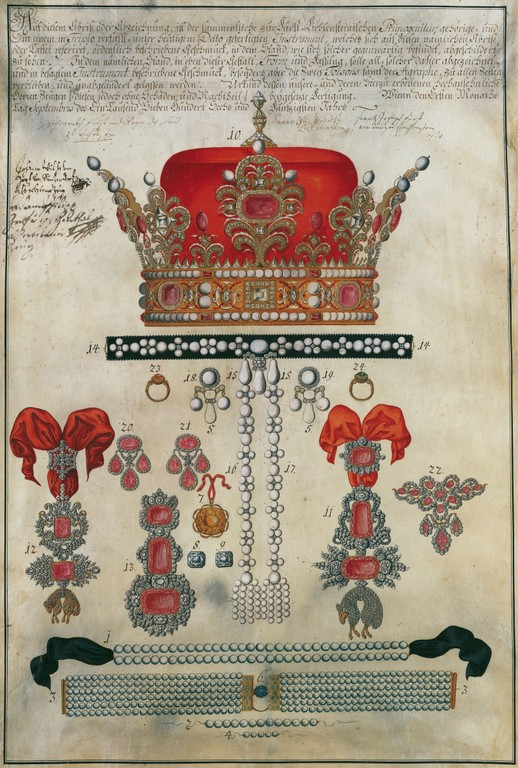
Княжеские регалии

На состоявшемся по инициативе князя Ханса-Адама II 14 марта 2003 года конституционном референдуме было одобрено расширение полномочий монарха, касающееся около 30 статей конституции, вступившей в силу 5 октября 1921 года.
Княжеский Дом Лихтенштейн свободно определяет наследование престола, совершеннолетие правящего князя и наследственного принца либо установление опеки в их отношении. Личность князя или регента не является «священной и неприкосновенной», но находится вне национальной юрисдикции и не является подсудной. Принятые ландтагом законопроекты всегда требуют одобрения князя, отсутствие которого в течение шести месяцев означает их отклонение. Возможность князя прибегать к законотворчеству без согласования с ландтагом допустимо «в неотложных случаях, необходимых для безопасности и благополучия государства», но исключает отмену Конституции полностью или частично, допуская приостановку её отдельных положений (кроме положений о праве на жизнь, запрете пыток, принудительного труда и рабства), — с истечением их срока действия автоматически через шесть месяцев после обнародования.
Наличие 1500 подписей подданных за петицию о недоверии князю обязывает ландтаг вынести вопрос на референдум; в случае подтверждения недоверия это доводится до сведения князя для принятия в срок шести месяцев решения в соответствии с правилами княжеского дома. У ландтага отсутствует право контроля над возложенными на князя судебной практикой или другими обязанностями. Правительство княжества подотчётно как ландтагу, так и монарху; при вынесении ландтагом вотума недоверия правительству князь имеет право назначить переходный кабинет (в том числе сохранив прежний персональный состав), который должен заручится парламентской поддержкой в течение четырёх месяцев; князь вправе лично отказать в доверии правительству. Кандидатуры судей рекомендуются формируемым паритетно князем и правительством специальным органом и назначаются князем (ландтаг вправе воспротивится назначению судьи инициировав референдум).
Подданные вправе отменить монархию; инициатива об этом должна собрать 1500 подписей, после чего ландтагу следует разработать республиканскую конституцию и вынести её на референдум не ранее чем через год и не позднее чем через два года. Князь вправе предложить встречный проект конституции, сохраняющий монархию. На голосование ставится и действующая конституция, — если вносится только республиканский проект, то принимается вариант, набравший большинство голосов. Если вносятся республиканский проект и монархический контрпроект, то в первом туре подданные могут проголосовать не более чем за два проекта из трёх, во втором, проводимом через четырнадцать дней после первого, голосование проводится между двумя вариантами, набравшими наибольшее количество голосов в первом туре.

## Список правителей
Курсивом и серым цветом показаны периоды регентской опеки над правителями в силу их несовершеннолетия, ограничений по здоровью либо иных причин.
|        | Портрет         | Имя (годы жизни) | Правление       | Правление | Титул | Пр.                  |
| Начало | Портрет         | Имя (годы жизни) | Окончание       | | Титул | Пр.                  |
| ------ | --------------- | --- | --------------- | --- | --- | -------------------- |
| 1      |                 | Антон Флориан (1656—1721) нем. Anton Florian урожд. Антон Флориан фон унд цу Лихтенштейн нем. Anton Florian von und zu Liechtenstein | 23 января 1719  | 11 октября 1721 | Князь Лихтенштейн, герцог Троппау и Ягерндорф, граф Ритберг и пр., и пр. и пр. нем. Fürst von und zu Liechtenstein, Herzog von und zu Troppau und Jägerndorf, Graf von und zu Rietberg, etc., etc., etc.                                          | [ 17 ] [ 18 ] [ 19 ] |
| 2      |                 | Йозеф Иоганн Адам (1690—1732) нем. Josef Johann Adam урожд. Йозеф Йоханн Адам фон унд цу Лихтенштейн нем. Josef Johann Adam von und zu Liechtenstein | 11 октября 1721 | 17 декабря 1732 | Князь Лихтенштейн, герцог Троппау и Ягерндорф, граф Ритберг и пр., и пр. и пр. нем. Fürst von und zu Liechtenstein, Herzog von und zu Troppau und Jägerndorf, Graf von und zu Rietberg, etc., etc., etc.                                          | [ 20 ] [ 21 ] [ 22 ] |
| 3      |                 | Иоганн Непомук Карл (1724—1748) нем. Johann Nepomuk Karl урожд. Йоханн Непомук Карл Борромойс Йозеф Франц де Паула фон унд цу Лихтенштейн нем. Johann Nepomuk Karl Borromäus Josef Franz de Paula von und zu Liechtenstein | 17 декабря 1732 | 22 декабря 1748 | Князь Лихтенштейн, герцог Троппау и Ягерндорф, граф Ритберг и пр., и пр. и пр. нем. Fürst von und zu Liechtenstein, Herzog von und zu Troppau und Jägerndorf, Graf von und zu Rietberg, etc., etc., etc.                                          | [ 23 ] [ 24 ] [ 25 ] |
| —      |                 | Йозеф Венцель Лоренц (1696—1772) нем. Joseph Wenzel Lorenz урожд. Йозеф Венцель Лоренц фон унд цу Лихтенштейн нем. Joseph Wenzel Lorenz von und zu Liechtenstein | 17 декабря 1732 | 8 июля 1745 | Князь Лихтенштейн, герцог Троппау и Ягерндорф, граф Ритберг и пр., и пр. и пр. нем. Fürst von und zu Liechtenstein, Herzog von und zu Troppau und Jägerndorf, Graf von und zu Rietberg, etc., etc., etc.                                          | [ 26 ] [ 27 ] [ 28 ] |
| 4      | 22 декабря 1748 | Йозеф Венцель Лоренц (1696—1772) нем. Joseph Wenzel Lorenz урожд. Йозеф Венцель Лоренц фон унд цу Лихтенштейн нем. Joseph Wenzel Lorenz von und zu Liechtenstein | 10 февраля 1772 | | Князь Лихтенштейн, герцог Троппау и Ягерндорф, граф Ритберг и пр., и пр. и пр. нем. Fürst von und zu Liechtenstein, Herzog von und zu Troppau und Jägerndorf, Graf von und zu Rietberg, etc., etc., etc.                                          | [ 26 ] [ 27 ] [ 28 ] |
| 5      |                 | Франц Йозеф I (1726—1781) нем. Franz Josef I. урожд. Франц де Паула Йозеф Йоханн Непомук Андреас фон унд цу Лихтенштейн нем. Franz de Paula Joseph Johann Nepomuk Andreas von und zu Liechtenstein | 10 февраля 1772 | 18 августа 1781 | Князь Лихтенштейн, герцог Троппау и Ягерндорф, граф Ритберг и пр., и пр. и пр. нем. Fürst von und zu Liechtenstein, Herzog von und zu Troppau und Jägerndorf, Graf von und zu Rietberg, etc., etc., etc.                                          | [ 29 ] [ 30 ] [ 31 ] |
| 6      |                 | Алоис I (1759—1805) нем. Alois I. урожд. Алоис Йозеф Йоханнес Непомук Мельхиор фон унд цу Лихтенштейн нем. Aloys Joseph Johannes Nepomuk Melchior von und zu Liechtenstein | 18 августа 1781 | 24 марта 1805 | Князь Лихтенштейн, герцог Троппау и Ягерндорф, граф Ритберг и пр., и пр. и пр. нем. Fürst von und zu Liechtenstein, Herzog von und zu Troppau und Jägerndorf, Graf von und zu Rietberg, etc., etc., etc.                                          | [ 32 ] [ 33 ] [ 34 ] |
| 7 (I)  |                 | Иоганн I Йозеф (1760—1836) нем. Johann I. Josef урожд. Йоханн Баптист Йозеф Адам Йоханнес Непомук Алоис Франц де Паула фон унд цу Лихтенштейн нем. Johann Baptist Joseph Adam Johannes Nepomuk Aloys Franz de Paula von und zu Liechtenstein | 24 марта 1805   | 1 августа 1806 | Князь Лихтенштейн, герцог Троппау и Ягерндорф, граф Ритберг и пр., и пр. и пр. нем. Fürst von und zu Liechtenstein, Herzog von und zu Troppau und Jägerndorf, Graf von und zu Rietberg, etc., etc., etc.                                          | [ 35 ] [ 36 ] [ 37 ] |
| 8      |                 | Карл Иоганн (1803—1871) нем. Karl Johann урожд. Карл Борромойс Йоханн Непомук Антон фон унд цу Лихтенштейн нем. Karl Borromäus Johann Nepomuk Anton von und zu Liechtenstein | 1 августа 1806  | 7 декабря 1813 | Милостью Божией суверенный князь и глава Дома Лихтенштейн, герцог Троппау и Ягерндорф, граф Ритберг нем. Von Gottes Gnaden souveräner Fürst und Regierer des Hauses von und zu Liechtenstein, Herzog von Troppau und Jägerndorf, Graf zu Rietberg | [ 38 ] [ 39 ] [ 40 ] |
| —      |                 | Иоганн I Йозеф (1760—1836) нем. Johann I. Josef урожд. Йоханн Баптист Йозеф Адам Йоханнес Непомук Алоис Франц де Паула фон унд цу Лихтенштейн нем. Johann Baptist Joseph Adam Johannes Nepomuk Aloys Franz de Paula von und zu Liechtenstein | 1 августа 1806  | 7 декабря 1813 | Милостью Божией суверенный князь и глава Дома Лихтенштейн, герцог Троппау и Ягерндорф, граф Ритберг нем. Von Gottes Gnaden souveräner Fürst und Regierer des Hauses von und zu Liechtenstein, Herzog von Troppau und Jägerndorf, Graf zu Rietberg | [ 35 ] [ 36 ] [ 37 ] |
| 7 (II) | 7 декабря 1813  | Иоганн I Йозеф (1760—1836) нем. Johann I. Josef урожд. Йоханн Баптист Йозеф Адам Йоханнес Непомук Алоис Франц де Паула фон унд цу Лихтенштейн нем. Johann Baptist Joseph Adam Johannes Nepomuk Aloys Franz de Paula von und zu Liechtenstein | 20 апреля 1836  | | Милостью Божией суверенный князь и глава Дома Лихтенштейн, герцог Троппау и Ягерндорф, граф Ритберг нем. Von Gottes Gnaden souveräner Fürst und Regierer des Hauses von und zu Liechtenstein, Herzog von Troppau und Jägerndorf, Graf zu Rietberg | [ 35 ] [ 36 ] [ 37 ] |
| 9      |                 | Алоис II (1796—1858) нем. Alois II. урожд. Алоис Йозеф Мария Иоганнес Баптиста Йоахим Франц Филипп Нериус фон унд цу Лихтенштейн нем. Aloys Joseph Maria Johannes Baptista Joachim Franz Philipp Nerius von und zu Liechtenstein | 20 апреля 1836  | 12 ноября 1858 | Милостью Божией суверенный князь и глава Дома Лихтенштейн, герцог Троппау и Ягерндорф, граф Ритберг нем. Von Gottes Gnaden souveräner Fürst und Regierer des Hauses von und zu Liechtenstein, Herzog von Troppau und Jägerndorf, Graf zu Rietberg | [ 41 ] [ 42 ] [ 43 ] |
| 10     |                 | Иоганн II (1840—1929) нем. Johann II. урожд. Йоханн Мария Франц Плацидус фон унд цу Лихтенштейн нем. Johann Maria Franz Placidus von und zu Liechtenstein | 12 ноября 1858  | 11 февраля 1929 | Милостью Божией суверенный князь и глава Дома Лихтенштейн, герцог Троппау и Ягерндорф, граф Ритберг нем. Von Gottes Gnaden souveräner Fürst und Regierer des Hauses von und zu Liechtenstein, Herzog von Troppau und Jägerndorf, Graf zu Rietberg | [ 44 ] [ 45 ] [ 46 ] |
| —      |                 | Франциска де Паула Барбара Романа Бернарда фон унд цу Лихтенштейн (1813—1881) нем. Franziska de Paula Barbara Romana Bernharda von und zu Liechtenstein урожд. Франтишка де Паула Барбора Романа Бернарда Кинска з Вхиниц а Тетова чеш. Františka de Paula Barbora Romana Bernarda Kinská z Vchynic a Tetova нем. Franziska de Paula Barbara Romana Bernharda Kinsky von Wchinitz und Tettau | 10 февраля 1859 | 9 ноября 1860 | Милостью Божией суверенный князь и глава Дома Лихтенштейн, герцог Троппау и Ягерндорф, граф Ритберг нем. Von Gottes Gnaden souveräner Fürst und Regierer des Hauses von und zu Liechtenstein, Herzog von Troppau und Jägerndorf, Graf zu Rietberg | [ 47 ] [ 48 ] [ 49 ] |
| 11     |                 | Франц I (1853—1938) нем. Franz I. урожд. Франц де Паула Мария Карл Аугуст фон унд цу Лихтенштейн нем. Franz de Paula Maria Karl August von und zu Liechtenstein | 11 февраля 1929 | 25 июля 1938 | Милостью Божией суверенный князь и глава Дома Лихтенштейн, герцог Троппау и Ягерндорф, граф Ритберг нем. Von Gottes Gnaden souveräner Fürst und Regierer des Hauses von und zu Liechtenstein, Herzog von Troppau und Jägerndorf, Graf zu Rietberg | [ 50 ] [ 51 ] [ 52 ] |
| —      |                 | Франц Йозеф II (1906—1989) нем. Franz Josef II. урожд. Франц Йозеф Мария Алоис Альфред Карл Йоханнес Хайнрих Михаэль Георг Игнатиус Бенедиктус Герхардус Маелла фон унд цу Лихтенштейн нем. Franz Josef Maria Aloys Alfred Karl Johannes Heinrich Michael Georg Ignatius Benediktus Gerhardus Majella von und zu Liechtenstein                                                               | 30 марта 1938   | 25 июля 1938 | Милостью Божией суверенный князь и глава Дома Лихтенштейн, герцог Троппау и Ягерндорф, граф Ритберг нем. Von Gottes Gnaden souveräner Fürst und Regierer des Hauses von und zu Liechtenstein, Herzog von Troppau und Jägerndorf, Graf zu Rietberg | [ 53 ] [ 54 ] [ 55 ] |
| 12     | 25 июля 1938    | Франц Йозеф II (1906—1989) нем. Franz Josef II. урожд. Франц Йозеф Мария Алоис Альфред Карл Йоханнес Хайнрих Михаэль Георг Игнатиус Бенедиктус Герхардус Маелла фон унд цу Лихтенштейн нем. Franz Josef Maria Aloys Alfred Karl Johannes Heinrich Michael Georg Ignatius Benediktus Gerhardus Majella von und zu Liechtenstein                                                               | 13 ноября 1989  | | Милостью Божией суверенный князь и глава Дома Лихтенштейн, герцог Троппау и Ягерндорф, граф Ритберг нем. Von Gottes Gnaden souveräner Fürst und Regierer des Hauses von und zu Liechtenstein, Herzog von Troppau und Jägerndorf, Graf zu Rietberg | [ 53 ] [ 54 ] [ 55 ] |
| —      |                 | Ханс-Адам II (1945—) нем. Hans-Adam II. урожд. Йоханнес Адам Фердинанд Алоис Йозеф Мария Марко д’Авиано Пиус фон унд цу Лихтенштейн нем. Johannes Adam Ferdinand Alois Josef Maria Marko d'Aviano Pius von und zu Liechtenstein | 26 августа 1984 | 13 ноября 1989 | Милостью Божией суверенный князь и глава Дома Лихтенштейн, герцог Троппау и Ягерндорф, граф Ритберг нем. Von Gottes Gnaden souveräner Fürst und Regierer des Hauses von und zu Liechtenstein, Herzog von Troppau und Jägerndorf, Graf zu Rietberg | [ 56 ] [ 57 ] [ 58 ] |
| 13     | 13 ноября 1989  | Ханс-Адам II (1945—) нем. Hans-Adam II. урожд. Йоханнес Адам Фердинанд Алоис Йозеф Мария Марко д’Авиано Пиус фон унд цу Лихтенштейн нем. Johannes Adam Ferdinand Alois Josef Maria Marko d'Aviano Pius von und zu Liechtenstein | 6 декабря 1993  | | Милостью Божией суверенный князь и глава Дома Лихтенштейн, герцог Троппау и Ягерндорф, граф Ритберг нем. Von Gottes Gnaden souveräner Fürst und Regierer des Hauses von und zu Liechtenstein, Herzog von Troppau und Jägerndorf, Graf zu Rietberg | [ 56 ] [ 57 ] [ 58 ] |
| 13     | 6 декабря 1993  | Ханс-Адам II (1945—) нем. Hans-Adam II. урожд. Йоханнес Адам Фердинанд Алоис Йозеф Мария Марко д’Авиано Пиус фон унд цу Лихтенштейн нем. Johannes Adam Ferdinand Alois Josef Maria Marko d'Aviano Pius von und zu Liechtenstein | действующий     | Князь Лихтенштейн, герцог Троппау и Ягерндорф, граф Ритберг, глава Дома Лихтенштейн нем. Fürst von und zu Liechtenstein, Herzog von Troppau und Jägerndorf, Graf zu Rietberg, Regierer des Hauses von und zu Liechtenstein | | [ 56 ] [ 57 ] [ 58 ] |
| —      |                 | Алоис Филипп Мария фон унд цу Лихтенштейн (1968—) нем. Alois Philipp Maria von und zu Liechtenstein | 15 августа 2004 | Князь Лихтенштейн, герцог Троппау и Ягерндорф, граф Ритберг, глава Дома Лихтенштейн нем. Fürst von und zu Liechtenstein, Herzog von Troppau und Jägerndorf, Graf zu Rietberg, Regierer des Hauses von und zu Liechtenstein | действующий | [ 59 ] [ 60 ] [ 61 ] |